# Anna LaCazio
Anna LaCazio, pseudonimo di Anna Loscalzo (26 gennaio 1962), è una cantautrice statunitense, conosciuta per essere stata membro del gruppo pop rock Cock Robin. Ha origini italiane da parte di padre, mentre la madre è cinese.

## Biografia

### Cock Robin
Anna LaCazio è stata cofondatrice, insieme a Peter Kingsbery, del gruppo Cock Robin, fondato a Los Angeles nel 1982 e con il quale ha registrato tre album e partecipato a tour assieme, tra gli altri, a Bryan Adams, The Bangles e James Taylor. Il gruppo si è sciolto nel 1990 e si è riformato nel 2006.

### Solista
Durante gli anni '90, Anna LaCazio ha fatto da vocalist per artisti come Corey Hart e Purple Mountain Matinee. Nel 1992 ha registrato l'album Eat Life, pubblicato solo nel 2009. Ha cantato anche per Kingsbery nel 1997 nell'album Pretty Ballerina, nel brano More Than Willing. Nel 2008 ha contribuito leggendo il poema A Song for Lost Blossoms nell'album omonimo di Harold Budd e Clive Wright. Nel 2013 ha eseguito una canzone in duetto col francese Tristan Décamps.